# Ольшевець (Мазовецьке воєводство)
Ольшевець (пол. Olszewiec) — село в Польщі, у гміні Черниці-Борові Пшасниського повіту Мазовецького воєводства.
Населення — 191 особа (2011).
У 1975-1998 роках село належало до Цехановського воєводства.

## Демографія
Демографічна структура станом на 31 березня 2011 року:
|          | Загалом | Допрацездатний вік | Працездатний вік | Постпрацездатний вік |
| -------- | ------- | ------------------ | ---------------- | -------------------- |
| Чоловіки | 92      | 24                 | 62               | 6                    |
| Жінки    | 99      | 26                 | 55               | 18                   |
| Разом    | 191     | 50                 | 117              | 24                   |